# Флаг и эмблема армии Шри-Ланки

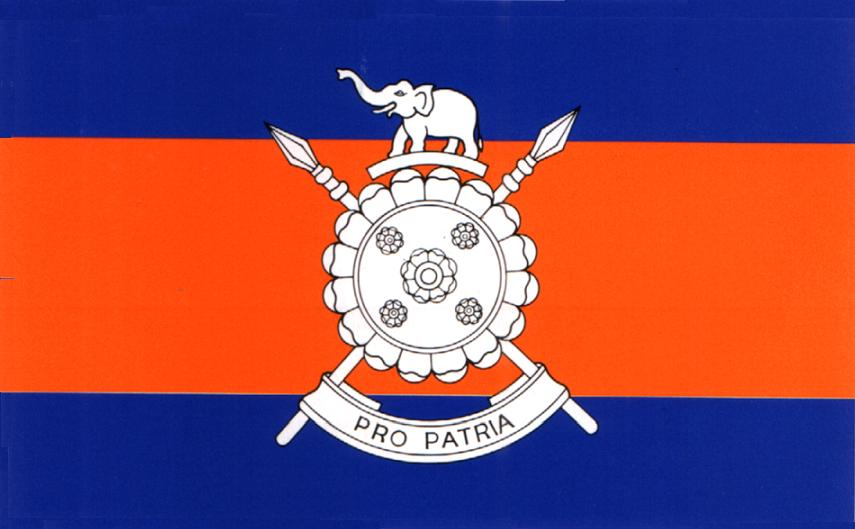
Первоначальный флаг (1949—1966)

Второй вариант флага (1967—1972)

Последний вариант флага

Флаг армии Шри-Ланки представляет собой эмблему на сине-оранжевом фоне. Эмблема же состоит из герба Шри-Ланки на пересекающихся кастане (декоративных мечах) с золотыми рукоятками инкрустированными бриллиантами и рубинами, с яблоком в виде львиной головы с серапендией или другими мифическими животными в качестве оформления гарды и львами в оформлении крестовины клинка. Кастане опираются на ленту с надписью Армия Шри-Ланки на сингальском языке.